# Сапеница
Сапеница — река в России, протекает в по территории Медвежьегорского района Карелии. Впадает в Онежское озеро к западу от поселка Повенец. Длина реки — 27 км, площадь водосборного бассейна — 124 км².

## Данные водного реестра
По данным государственного водного реестра России относится к Балтийскому бассейновому округу, водохозяйственный участок реки — Бассейн Онежского озера без рр. Шуя, Суна, Водла и Вытегра, речной подбассейн реки — Свирь (включая реки бассейна Онежского озера). Относится к речному бассейну реки Нева (включая бассейны рек Онежского и Ладожского озера).

## Фотографии
|  |  |